# Bebside
Bebside är en ort i civil parish Blyth, i grevskapet Northumberland i England. Orten är belägen 9 km från Morpeth. Bebside var en civil parish 1866–1920 när det uppgick i Blyth. Civil parish hade 58 invånare år 1911.